# Kraftwerk Herrentöbeli
Das Wasserkraftwerk Herrentöbeli liegt im Kanton St. Gallen, im Toggenburg bei Nesslau-Krummenau. Das Werk gehört zur St. Gallisch-Appenzellische Kraftwerke AG und produziert jährlich rund 3 GWh.

## Geschichte
1886 erwarb Heinrich Kuster bei Nesslau-Krummenau das Wasserrecht für eine bescheidene Stromerzeugung für eine Behandlungsgebühr von 9 Franken und 17 Rappen. Als die Anlage an der Thur gebaut wurde, besaß sie eine elektrische Leistung von 8 PS. Später wurde die Anlage von einer Schmiedewerkstatt übernommen, bis sie 1944 in die Hände der Weberei Hofstetter überging. Diese betrieb das Kraftwerk bis 1981, wobei sie es als Eigenproduktionsanlage der Fabrik nutzte. 1945 wurde die Anlage ausgebaut und besaß nun eine Jahresproduktion von 800 MWh.
Im Jahr 1981 wurde das Werk von der St. Gallisch-Appenzellische Kraftwerke AG übernommen und wurde 1989/91 komplett erneuert, wobei das Stauwehr um zwei Meter erhöht wurde. Heute erzeugt die Anlage mit ihren zwei Kaplanturbinen jährlich rund 3 GWh. Sie wird wie alle anderen Kraftwerke der St. Gallisch-Appenzellische Kraftwerke AG von der Zentrale im Kraftwerk Kubel ferngesteuert und läuft automatisch.

## Lage und Zugang
Das Kraftwerk liegt unterhalb der Hauptstrasse 16 und ist mit dieser durch eine Treppe und einen Schräglift verbunden, der zum Transport von schweren Ersatzteilen genutzt wird.